# Amt Boizenburg-Land
Het Amt Boizenburg-Land is een samenwerkingsverband van 11 gemeenten en ligt in de Landkreis Ludwigslust-Parchim van de Duitse deelstaat Mecklenburg-Voor-Pommeren. De bestuurszetel bevindt zich in de stad Boizenburg/Elbe die zelf echter geen deel uitmaakt van het Amt.

## De gemeenten met hun Ortsteilen
- Bengerstorf met Klein Bengerstorf, Groß Bengerstorf en Wiebendorf
- Besitz met Besitz en Blücher
- Brahlstorf met Brahlstorf en Düssin
- Dersenow met Dammereez en Dersenow
- Gresse met Badekow, Gresse en Heidekrug
- Greven met Greven, Granzin, Leisterförde, Lüttenmark en Sternsruh
- Neu Gülze met Neu Gülze en Zahrensdorf
- Nostorf met Bickhusen, Horst, Nostorf en Rensdorf
- Schwanheide met Schwanheide en Zweedorf
- Teldau met Amholz, Bandekow, Groß Timkenberg, Gülze, Hinterhagen, Schleusenow, Soltow en Vorderhagen
- Tessin b. Boizenburg met Kuhlenfeld en Tessin bei Boizenburg